# Margarita D'Amico
Margarita D'Amico (1938 – 2017) là nhà báo, nhà nghiên cứu và giáo sư người Venezuela, người đã tạo ra một tác động đáng kể đến phong cách phê bình nghệ thuật và báo chí văn hóa ở Venezuela.

## Sự nghiệp
D'Amico tốt nghiệp Cử nhân Báo chí và Nghệ thuật tại Đại học Trung ương Venezuela (UCV) năm 1961 và học sau đại học về ngành Thông tin nghe nhìn (Audiovisual Information) tại Đại học Paris năm 1964. Bà là giáo sư tại Khoa Truyền thông Xã hội của trường UCV.
D'Amico là tác giả cuốn sách Lo Audiovisual en Expansión (Monte Ávila Editores, 1971). Bà cũng là tác giả một số đề tài xuất bản trên tờ El Nacional, bao gồm Videfera, Los novelistas invisibles, Sí y No, Espacios, La Nueva Música. Trong tờ El Universal, D'Amico là tác giả chuyên mục Vanguardia Hipersónica.
D'Amico tham gia làm bộ phim truyền hình Arte y Ciencia y Pioneros, phát sóng trên kênh 5 và 8 của đài Venezolanade Televisión, chương trình Vanguardia Hipersónica phát sóng trên _Radio Radio Caracas Radio. Bà cũng tổ chức một số hội thảo video và nhiều lễ hội tại Venezuela và ở nước ngoài. Để điều tra các phương thức giao tiếp mới, D'Amico thành lập Proyecto Arte y Ciencia ("Dự án nghệ thuật và khoa học"), bắt đầu với chương trình thí điểm Creando con los Polímeros.
Bà là cộng tác viên tạp chí Comunicación del Centro Gumilla và trung tâm nghiên cứu Cultura Visual del Centro de Investigación y Formación Humanística (CIFH) của trường Đại học Công giáo Andrés Bello (UCAB).
Cho đến cuối đời, D'Amico khám phá các ý tưởng tạo ra hình ảnh nhờ công nghệ kĩ thuật mới và các chủ đề khác liên quan đến thẩm mỹ và giao tiếp hiện đại.
D'Amico xuất bản kho lưu trữ lịch sử của mình mang tên La bohemia hipermediática.